# 明日赞歌
（明日讚歌）是中国歌手阿兰·达瓦卓玛以alan之名在日本的首张出道单曲，歌曲中J-pop同中国少数民族的高音华彩融合地浑然天成，使得整首歌曲荡气回肠。PV取景自日本的北海道地区，歌曲的主旨是：和平、爱和反战。
PV前奏一分钟的独白翻译：“地球—母亲的大地，大海、自然、天灾、地球温暖化、战争；音乐，不分国界、种族；伸出我的手，伸出你的手，让世界和平不仅仅是神话，献给明日的赞歌……”
C/W曲后来被重新翻唱为中文版本《三生石 三生路》收录于alan在中国发行的首张EP《心·战～RED CLIFF～》和首张中文专辑《心的东方》里。
后来被重新翻唱为中文版本《明日赞歌》收录在avex发行的首张中文专辑《心的东方》中。

## 收录内容

### CD
1. - 作词：野島伸司　作曲：菊池一仁　编曲：中野雄太
2. - 作词：渡辺なつみ　作曲：菊池一仁　编曲：tasuku
3. (Instrumental)
4. (Instrumental)

### DVD
1. (Music video)
2. (Making of)